# Batalla de Calinico
La batalla de Calinico (o Callinicum) fue un enfrentamiento militar entre los ejércitos imperiales de los romanos o bizantinos y los persas sasánidas, que tuvo lugar a orillas del Éufrates, cerca de Ar-Raqqah, en el norte de Siria el 19 de abril del año 531. La batalla terminó en una victoria de los persas.

## Antecedentes
Los imperio romano oriental (bizantino) y persa sasánida estaban en guerra desde 527. Las causas incluían el intento del sah Kavad I de convertir a la fuerza a los cristianos del Reino de Iberia al zoroastrianismo. Los íberos se rebelaron y pidieron ayuda al emperador Justino I, quien prometió su ayuda. Al mismo tiempo, había una disputa entre Constantinopla y Ctesifonte por el príncipe heredero de Kavad I, el futuro Cosroes I, pues el sah le había pedido al emperador que adoptara a su hijo y le prometiera su apoyo para asegurar su sucesión. Sin embargo, el plan fracaso porque los asesores de Justino I, temerosos que lo Cosroes intentara reclamar el trono romano si era adoptado, sugirieron que lo adoptara según la forma germánica limitada, lo que ofendió al sah.
A los persas les fue bien inicialmente, reconquistando Iberia y rechazando las ofensivas de Sitas y Belisario al Reino de Armenia. Sin embargo, en agosto de 527 Justino I murió y fue sucedido por su sobrino Justiniano I. Los bizantinos intentaron fortificar Tanuris o Thannuris (actual Tell Tuneinir), al sur de Nísibis, pero los sasánidas enviaron allí un ejército y los derrotaron en el verano de 528. Luego, los romanos intentaron fortificar Minduos o Mindouos, al norte de Nisibis, pero nuevamente fueron vencidos. El año de 529 estuvo marcado por las negociaciones y Justiniano I nombró a Belisario magister militum per Orientemis, general en jefe de sus fuerzas en Oriente, quien se encargó de preparar un ataque y avanzó hasta Dara. Le acompañaba el magister officiorum Hermógenes, quien debía organizar a las tropas. Sin embargo, los persas enviaron un ejército allí en el verano de 530. En la batalla que siguió, Belisario y Hermógenes consiguieron una importante victoria y para vengarse, los persas atacaron Armenia pero fueron vencidos en Satala por Sitas y Doroteo.

## Campaña
A principios de 531, el general persa Azarates, siguiendo el consejo de sus aliados árabes lájmidas, atacó al sur del río Éufrates, lejos de donde se concentraba la lucha. Era la primera vez que los persas atacaban por las antiguas Asiria y Comagene, así que fue inesperado. La fuerza sasánida tomó por sorpresa a Belisario, quien no sabía si era un gran ataque o una distracción. Después de un tiempo, el comandante romano dejó guarniciones en Mesopotamia y cruzó el Éufrates para enfrentar a Azarates. Los persas lograron saquear las provincias de Eufratensis y Siria, pero su avance se detuvo cuando Belisario llegó a Calcis. Después de Dara, Hermógenes había sido enviado a Constantinopla por refuerzos y en esos momentos se unió a Belisario en Barbalissos. Aunque Belisario había ordenado a sus tropas que evitaran luchar con el enemigo, el comandante huno Sunicas había atacado a una fuerza persa que recogía alimentos por iniciativa propia. Belisario se enojó por esto, pero Hermógenes persuadió a ambos hombres que resolvieran su disputa.
Al ver que se acercaba un ejército romano más grande, Azaretes decidió retirarse hacia la frontera persa. Las tropas de Belisario les siguieron un día de marcha por detrás y aprovecharon los campamentos abandonados por los persas. Aunque los sasánidas solo tenían caballería, el botín y los prisioneros ralentizaron su avance. Finalmente, los bizantinos alcanzaron al ejército persa un día antes de Pascua, el 18 de abril de 531, cerca de la ciudad de Calinico, a orillas del río Éufrates. Según Procopio, Belisario no habría querido pelear porque los persas ya se estaban replegando a su lado y porque pelear en Semana Santa habría sido una falta de respeto a Dios. Además, los soldados habrían tenido que ayunar en Pascua y, por lo tanto, estarían demasiado débiles para luchar. Hermógenes estuvo de acuerdo, pero los soldados no querían dejar escapar a los persas o, alternativamente, continuar la persecución en el desierto desolado, donde habría sido difícil para las tropas encontrar comida para ellos mismos. Bajo la presión de los soldados, Belisario finalmente tuvo que ceder y los romanos se prepararon para la batalla. Zacarías también dice que muchos oficiales murmuraban, pues deseaban dar batalla.

## Fuerzas enfrentadas
Antes de la llegada de los refuerzos de Hermógenes, el ejército bizantino pudo componerse de apenas 3000 romanos y 5000 aliados árabes gasánidas. Después de su arribo pudieron alcanzar los 25.000 hombres. Probablemente eran 20.000, aunque otros los rebajan a 16.000. Estas fuerzas incluyen los 4.000 soldados que mandaban Sunicas, Stefanakios y Ascan y que después de atacar a los persas se sumaron a Belisario.
Al frente tenían a 15.000 enemigos, todos a caballo, y un gran contingente de árabes. Algunas estudiosos sostiene que ese número se refiere al total del ejército, persas y árabes, mientras que otras sólo a los soldados persas y faltaría sumar a los lájmidas, por lo que podían ser 20.000. Este número pudo ser mayor por la contratación de mercenarios y las levas de súbditos como infantería. Respecto del número de lájmidas, las fuentes se refieren al contingente aportado por sus rivales gasánidas a los bizantinos y los historiadores tienden a considerar que ambas tribus árabes podían movilizar fuerzas equivalentes.

## Batalla

### Orden de batalla
Belisario organizó sus fuerzas para la batalla en la mañana del 19 de abril de 531. El flanco izquierdo de los romanos estaba protegido por el río Éufrates y, a la derecha, el terreno ascendía suavemente. El ejército bizantino estaba organizado en una sola línea de batalla. En el ala izquierda estaba la infantería, comandada por Pedro, un soldado de la guardia personal de Justiniano I. A su derecha estaba la caballería romana bajo el mando de Belisario, y a su derecha la caballería huna dirigida por Simmas y Sunicas. Luego vino una unidad de caballería romana dirigida por Ascan y una infantería de Licaonia recién reclutada y de al menos 2000 hombres, algunos de los cuales, según Procopio, también habían sido reclutados en Isauria, en Asia Menor. En el extremo derecho estaban los aliados gasánidas de Al-Harith (Arethas).
No hay información cierta sobre los comandantes de Licaonia. Según Procopio, al comienzo de la campaña, los licaonios estaban bajo el mando de Longino y Stefanakios, pero no se sabe si también comandaban a los licaonios en Calinico. No los nombra, pero dice que los comandantes de los licaonios murieron en la batalla. En cambio, según Malalas los jefes de los licaonios eran Doroteos y Mamantio, Longino es mencionado en 538 como guardaespaldas de Belisario, así que es posible que fueran los guardaespaldas del general en jefe quienes mandaban a los licaonios al comienzo de las operaciones para luego cederlos a Doroteos y Mamantio. También afirma que Stefanakios murió y el dux Abros fue capturado, aunque no los relaciona con los licaonios.
Del lado de los persas, Azarates también dispuso sus fuerzas en una línea de batalla. El Éufrates protegía el flanco derecho de los persas, y en el flanco izquierdo estaban los lájmidas frente a los gasánidas. El mismo Azarates se colocó en medio del ejército.

### Combate

Primera fase de la batalla.

Según Zacarías, era un día frío y los romanos estaban débiles por el ayuno. La batalla comenzó con las partes disparándose flechas entre sí. Según Procopio, los persas podían disparar más flechas, pero los romanos habían adoptado las técnicas de los hunos y sus flechas penetraban mejor la armadura de los persas, por lo que los lados eran aproximadamente iguales. Sin embargo, Zacarías dice que como el viento soplaba hacia la cara de los romanos esto limitaba el uso de sus flechas.
Los sasánidas atacaron a los guerreros de Simmas y Sunicas, pero estos resistieron el embiste y los forzaron a retirarse. Cuando dos tercios del día habían pasado, Azaretes decidió centrarse en la parte más débil de la línea de batalla romana, es decir, su ala derecha. Ordenó a las unidades de primera línea que continuaran disparando para inmovilizar a los romanos. Azaretes aprovechó la confusión y las nubes de polvo de la batalla y ordenó a las filas traseras del ejército persa que se trasladaran al ala izquierda persa para reforzar a los lájmidas. Belisario no vio este movimiento debido al terreno.
Usando la superioridad, los persas y lájmidas atacaron a los gasánidas en el ala derecha bizantina, quienes rápidamente se rompieron; muchos murieron, incluyendo Naaman, hijo del jefe lájmida, el persa Andrazes y el bizantino Stefanakios. El ala derecha del ejército romano estaba colapsando y los sasánidas atacaron a la caballería romana de Ascan. Los romanos estaban agotados por la marcha y la larga batalla, ahora se veían flanqueados y atacados por delante y atrás pero trataron de resistir. Procopio dice que Ascan mató a varios nobles persas antes de morir junto a 800 de sus hombres más fieles. Al parecer Ascan habría cargado directamente contra el centro persa y a cabo muerto y su estandarte capturado, lo que hizo colapsar a los licaonios, que huyeron seguidos de los gasánidas. La mayoría de los licaonios y sus comandantes fueron asesinados. Después de la muerte de Ascan, Belisario y sus tropas también se dieron la vuelta para huir, algunos a nado a las islas en el río.

Segunda fase de la batalla.

En este punto, la infantería romana dirigida por Petrus tomó posiciones defensivas a lo largo del río y protegió a los romanos en retirada, y probablemente salvó la vida de Belisario y muchos otros, aunque se debe mencionar que la mayor parte de los infantes huyó. Les acompañaban los restos de los soldados de Arsan. Los sasánidas persiguieron a los fugitivos por una corta distancia, pero decidieron concentrarse en la infantería de Pedro. Las fuerzas de Pedro mantuvieron su posición hasta la noche, cuando los persas finalmente se retiraron. Al parecer, los infantes apoyaron su retaguardia en el río para evitar ser rodeados y rechazaron los asaltos en una lucha fiera donde los pocos infantes romanos que quedaban resistieron a toda la caballería persa formando un muro de escudos, apoyándose hombro con hombro en un corto espacio como si fueran una barricada. Los sasánidas no pudieron romper la línea y debían retirarse después de cada fallido asalto. Finalmente, sus caballos, molestos por tener que empujar los escudos, se encabritaron y causaron confusión entre la caballería.
En este punto de la batalla, las fuentes no están del todo de acuerdo sobre los hechos. Según el historiador contemporáneo Procopio, Belisario fue a pie y luchó con la infantería hasta la noche, luego, al amparo de la oscuridad cruzó a una isla en el río con los sobrevivientes y de ahí siguieron a la ciudad, dejando a los persas saquear los cadáveres, sin embargo, las bajas de ambos bandos eran altas y similares. En cambio, según el cronista Juan Malalas, cuando Belisario notó que algunos licaonios intentaban huir nadando escapó en barco a través del río y los líderes hunos Simmas y Sunicas desmontaron y lucharon con la infantería, matando muchos enemigos hasta poder retirarse a través del río a Calinico, siempre perseguidos por los persas, al día siguiente la abandonaron.
Según los historiadores modernos, la versión de Malala probablemente esté más cerca de la verdad. En las primeras etapas de su carrera, Procopio admiraba a Belisario y evitaba escribir cosas malas sobre él. Procopio no menciona a Simmas o Sunica en absoluto, aunque cuenta el destino de los otros comandantes. Procopio tampoco menciona la investigación organizada por el emperador Justiniano sobre las acciones de Belisario, aunque por Malalas y Zacarías se sabe que fue organizado. Procopio también acusó a Al-Harith de traición porque sus guerreros huyeron antes de hacer contacto con el enemigo. Malalas menciona dicha acusación aunque no la apoya. Procopio probablemente solo estaba tratando de proteger a Belisario.
Belisario logró escapar, pero muchos soldados murieron ahogados en la fuga y otros nobles fueron capturados pero luego liberados. Había sido previsor, sabiendo que el río le dificultaba la retirada y que el terreno abierto favorecía a la caballería persa, había ordenado que hubiera botes en las orillas por cualquier eventualidad.

## Consecuencias
Después de la batalla, el emperador Justiniano I envió a Constancíolo al este para investigar las actividades de Belisario. Belisario culpó de la derrota de Calinico a la falta de disciplina y el exceso de celo de las tropas, y esto fue respaldado por la declaración de Hermógenes al emperador. Los cargos finalmente se retiraron, pero Belisario se vio obligado a renunciar a su cargo como magister militum y fue llamado a Constantinopla.
Según Procopio, el rey persa Kavad I también estaba disgustado con las acciones de Azaretes. A pesar de la victoria, ninguna de las fortalezas había sido tomada y las pérdidas persas fueron altas, así que Azaretes pronto cayó en desgracia con el rey. Sin embargo, los sasánidas pronto aprovecharon la victoria y capturaron la fortaleza en Osroene. Al mismo tiempo, los bizantinos intentaron entablar negociaciones con los persas, pero sin éxito. En el verano de 531, los persas atacaron la Armenia controlada por los romanos, pero sufrieron una derrota contra Bessa, duque de Martirópolis (Silvan). Los romanos luego hicieron una incursión en el territorio persa de Arzanene, y después de esto, Kavad I envió un ejército para capturar Martirópolis. Sin embargo, Kavad I murió en septiembre de 531 y fue sucedido por su hijo Cosroes I. Este quería asegurar su poder y por lo tanto estaba listo para la paz con los romanos. La paz entre los reinos se concluyó en 532.

### Antiguas
Los libros son citados con números romanos, los párrafos y capítulos con números indios.
- Juan Malalas. Crónica. Libro XVIII. Digitalizado por Calaméo. Basado en traducción griego-inglés por Elizabeth Jeffreys, Michael Jeffreys y Roger Scott con Brian Croke, Jenny Ferber, Simon Franklin, Alan James, Douglas Kelly, Ann Moffatt & Ann Nixon, Melbourne: Australian Association for Byzantine Studies Byzantina Australiensia, 1986.
- Procopio de Cesarea. Historia de las guerras. Libro I. Digitalizado en Archive. Basado en traducción griego-inglés por Henry Bronson Dewing, Londres: William Heinemann; Nueva York: The MacMillan Co., volumen 1, 1914.
- Zacarías Escolástico. Crónica. Libro IX. Digitalizado por Archive. Basado en traducción griego-inglés por Frederick John Hamilton & Ernest Walter Brooks, Londres: Methuen & Co., 1899.

### Modernas
- Crone, Patricia (2007). «Quraysh and the Roman Army: Making Sense of the Meccan Leather Trade». Bulletin of the School of Oriental and African Studies (en inglés) (Universidad de Londres) LXX (1).
- Farrokh, Kavedh (2012). Sassanian Elite Cavalry AD 224–642 (en inglés). Londrés: Bloomsbury Publishing. Ilustrado por Angus McBride. ISBN 9781782009085.
- Goldsworthy, Adrian (2009). Rooman puolesta – sotilaat, jotka loivat Rooman valtakunnan (en finés). Ajatus Kirjat. ISBN 978-951-20-8232-2.
- Greatrex, Geoffrey (1998). Rome and Persia at War, 502-532 (en inglés). Leeds: Francis Cairns. ISBN 9780905205939.
- Greatrex, Geoffrey; Samuel N. C. Lieu (2002). The Roman Eastern Frontier and the Persian Wars: 363–628 AD (en inglés). Routledge. ISBN 0415146879.
- Haldon, John (2008). The Byzantine wars (en inglés). History Press. ISBN 978-0-7524-4565-6.
- Hughes, Ian (2009). Belisarius: The last Roman general (en inglés). Westholme Publishing. ISBN 978-1-59416-085-1.
- Hughes, Ian (2011). «The battle of Callinicum, April 19 531: Belisarius undone». Ancient Warfare: The last great enemy: Rome and the Sassanid Empire (en inglés) (Karwansaray Publishers) V (3). ISSN 1874-7019.
- Martindale, John Robert; Arnold Hugh Martin Jones & John Morris (1992). The Prosopography of the Later Roman Empire: A. D. 527–641 (en inglés) III. Cambridge University Press. ISBN 978-0-521-20160-5.
- Shahîd, Irfan (1995). Byzantium and the Arabs in the sixth century (en inglés) I. Washington DC: Dumbarton Oaks. ISBN 978-0-88402-214-5.
- Teall, John L. (1965). «The Barbarians in Justinian's Armies». Speculum (en inglés) XL (2): 294-322.